# اچ‌دی ۲۰۸۴۸۷
اچ‌دی ۲۰۸۴۸۷ یک ستاره است که در صورت فلکی درنا قرار دارد.